# 吕藏西
吕藏西（法語：Luzancy，法語發音：[lyzɑ̃si] ⓘ）是法国塞纳-马恩省的一个市镇，属于莫城区。

## 地理
吕藏西（48°58'23"N, 3°11'15"E）面积6.58 平方千米，位于法国法蘭西島大區塞纳-马恩省，该省份为法国北部内陆省份，北起瓦兹省，西接埃松省、马恩河谷省、塞纳-圣但尼省和瓦兹河谷省，南至卢瓦雷省，东南接约讷省，东临马恩省和奥布省，东北接埃纳省。
与吕藏西接壤的市镇（或旧市镇、城区）包括：布里地区勒伊、马恩河畔萨西、圣奥尔德、沙米尼、马恩河畔梅里。

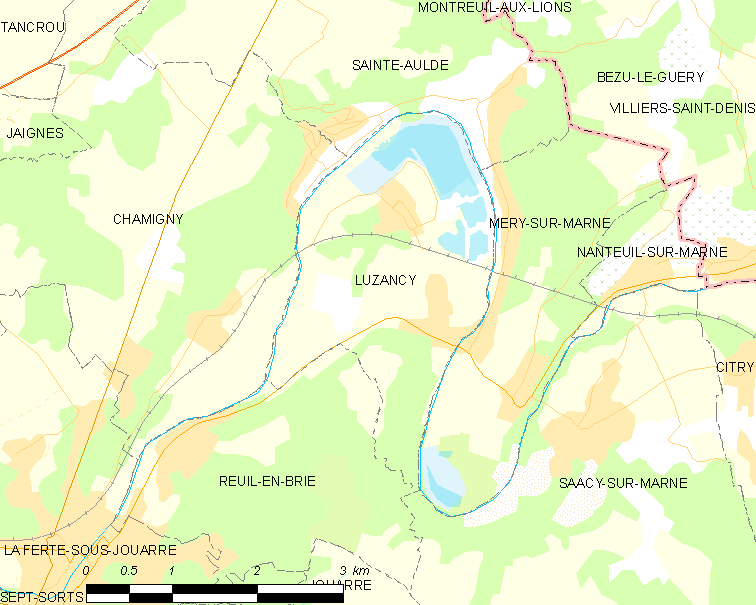
吕藏西的OSM定位图

吕藏西的时区为UTC+01:00、UTC+02:00（夏令时）。

## 行政
吕藏西的邮政编码为77138，INSEE市镇编码为77265。

## 政治
吕藏西所属的省级选区为拉费泰苏茹阿尔县。

## 人口

1962-2008年间吕藏西人口变化图示

吕藏西于2022年1月1日时的人口数量为1048人。